# Hiéroglyphe égyptien G41
Le canard en vol ailes dans le dos, en hiéroglyphes égyptiens, est classifié dans la section G « Oiseaux » de la liste de Gardiner ; il y est noté G41. 

## Représentation
Il représente un canard pilet (Anas acuta) mâle en vol, ailes dans le dos se posant ou décollant. Il est translittéré ḫn, ḳmj ou pȝ.

## Utilisation
| x · n | G41 |

| x · n | G41 |

d'où son utilisation en tant que phonogramme bilitère de valeur ḫn.
| G41 | i | i | t · N33B · Z2 |

| G41 | i | i | t · N33B · Z2 |

| q | mi | i | i | t · G41 | N33B · Z2 |

| q | mi | i | i | t · G41 | N33B · Z2 |

| s | H | y | w | G41 | Y1V |

| s | H | y | w | G41 | Y1V |

| T14 | G41 |

| T14 | G41 |

| m&a | t · n | T14 | G41 | A1 |

| m&a | t · n | T14 | G41 | A1 |

| T14 | G41 |

| T14 | G41 |

| G40 |

| G40 |

Dans l'hiératique c'est toujours le cas ou il sert notamment de déterminatif représentant un oiseaux indéfini (voir G38).

## Exemples de mots
| x · n | G41 | Y1 |

| x · n | G41 | Y1 |

| T14 | G41 |

| T14 | G41 |

| t · n | nw | W | T14 | G41 | N25 |

| t · n | nw | W | T14 | G41 | N25 |